# Lliga alemanya de futbol 2005-06
La Fußball-Bundesliga 2005-06 va ser la 43a edició de la Lliga alemanya de futbol, la competició futbolística més important del país.

## Classificació
- Font: www.resultados-futbol.com/bundesliga2006'